# Hartington (Nebraska)
Hartington je grad u američkoj saveznoj državi Nebraska. Prema popisu stanovništva iz 2010. u njemu je živjelo 1,554 stanovnika.